# Ivielum
Ivielum sibiricum es una especie de araña araneomorfa de la familia Linyphiidae. Es el único miembro del género monotípico Ivielum.

## Distribución
Es un endemismo de Rusia, Mongolia y Canadá.